# Patrick Einsle
Patrick Einsle (* 22. April 1987 in Füssen) ist ein deutscher Snookerspieler.

## Karriere

### Karrierebeginn
Einsle begann 1998 mit dem Snookerspielen. Sein erstes Century Break schaffte er mit 14 Jahren.
Er war Teilnehmer bei den World Games 2005 im Snooker, scheiterte jedoch in Runde eins mit 1:3 am späteren Goldmedaillengewinner, dem Nordiren Gerard Greene. Bei den Fürth German Open 2006 setzte sich Einsle gegen Fergal O’Brien und Stephen Lee durch und schied erst mit 2:3 im Viertelfinale gegen den späteren Finalteilnehmer Barry Hawkins aus.

### Erste Saison auf der Maintour
Am 27. Juli 2006 erhielt er einen Anruf von Mike Ganley von der World Snooker Association, der ihm eine Wildcard für die Snooker Main Tour anbot, die zur Teilnahme an den wichtigsten Turnieren der Snooker-Profis berechtigt. Dabei profitierte Einsle vom krankheitsbedingten Ausfall Paul Hunters.
Sein erstes Qualifikationsmatch auf der Main Tour musste Einsle nur drei Tage nach seiner Berufung bestreiten, er verlor in der Qualifikation zur Northern Ireland Trophy deutlich mit 0:5 gegen Lee Page.
Bei der Qualifikation für den Grand Prix überstand er 2006 die ersten beiden Runden und konnte einige Punkte für die Snookerweltrangliste sammeln. Sein drittes Qualifikationsmatch für den Malta Cup verlor er mit 4:5 gegen Mark Joyce.
Bei der Qualifikation zum Masters schied er bereits in der ersten Runde aus, er unterlag Christopher Norbury mit 1:4. Auch bei der Qualifikation zur UK Championship und zu den Welsh Open verlor Einsle bereits die erste Qualifikationsrunde, er unterlag Judd Trump mit 0:9 und Lee Spick mit 1:5.
Eine weitere Erstrundenniederlage musste er bei der Qualifikation zu den China Open (2:5 gegen Andrew Higginson) hinnehmen. Auch in der Qualifikation zur Weltmeisterschaft scheiterte er bereits in der ersten Runde gegen Passakorn Suwannawat mit 4:10. Am Ende belegte er Platz 94 der Snookerweltrangliste (unter 96 gelisteten Spielern) und verpasste damit deutlich den Verbleib auf der Main Tour.

### Amateurphase 2007–2010
Am 1. November 2009 besiegte Einsle im Finale der deutschen Meisterschaften, die in Bad Wildungen stattfanden, seinen Freund und Trainingspartner Itaro Santos mit 4:2 und sicherte sich damit zum ersten Mal den Titel des deutschen Meisters. Im Turnierverlauf gab er insgesamt nur zwei Frames ab.

### Zweite Saison auf der Maintour
Für die Saison 2010/11 der Snooker Main Tour erhielt er im Juni 2010 erneut eine Wildcard.
Erste Erfolge erzielte er beim dritten Event der Players Tour Championship, als er Jimmy Robertson und dann sogar Ex-Weltmeister Peter Ebdon bezwang und erst in Runde 3 ausschied, und später auch bei der Qualifikation zum Shanghai Masters 2010, wo er die erste Qualifikationsrunde überstand, in der zweiten Runde aber dem Iren Joe Delaney unterlag. Nach der ersten Aktualisierung der Weltrangliste (nach dem EPTC-Event 2) wurde er auf Rang 87 geführt.
Beim sechsten Event der Tour schlug er in der ersten Runde Nigel Bond und unterlag Ali Carter (zu diesem Zeitpunkt Weltranglistenzweiter) nur knapp mit 3:4.
Im Dezember 2010 verließ Patrick Einsle freiwillig die Maintour.

### Dritte Saison auf der Maintour und Ende der Profikarriere
Im April 2013 gewann Einsle eines der drei Finalspiele der EBSA Qualifying Tour und erhielt somit ein Zweijahres-Tourticket für die Snooker-Saison 2013/14 und 2014/15. Im März 2014 kündigte er an, das zweite Profijahr nicht mehr zu spielen und seine Profikarriere zu beenden.

## Poolbillard
Einsle spielte in der Saison 2011/12 beim BSC Füssen aktiv Poolbillard. In der Saison 2012/13 spielte er mit BV Fortuna Straubing 2 in der Regionalliga. 2013 spielte er mit der dritten Mannschaft von Fortuna Straubing in der Landesliga. In der Saison 2014/15 wurde Einsle mit der 2. Mannschaft von Fortuna Straubing Meister in der 2. Bundesliga.

## Sonstiges
Sein bisher höchstes Break von 146 Punkten erzielte er bei einem U21-Turnier. Auf der Profitour gelang ihm ein Century-Break von genau 100 Punkten.